# Phoenix theophrasti
Phoenix theophrasti là loài thực vật có hoa thuộc họ Arecaceae. Loài này được Greuter miêu tả khoa học đầu tiên năm 1967.

## Hình ảnh

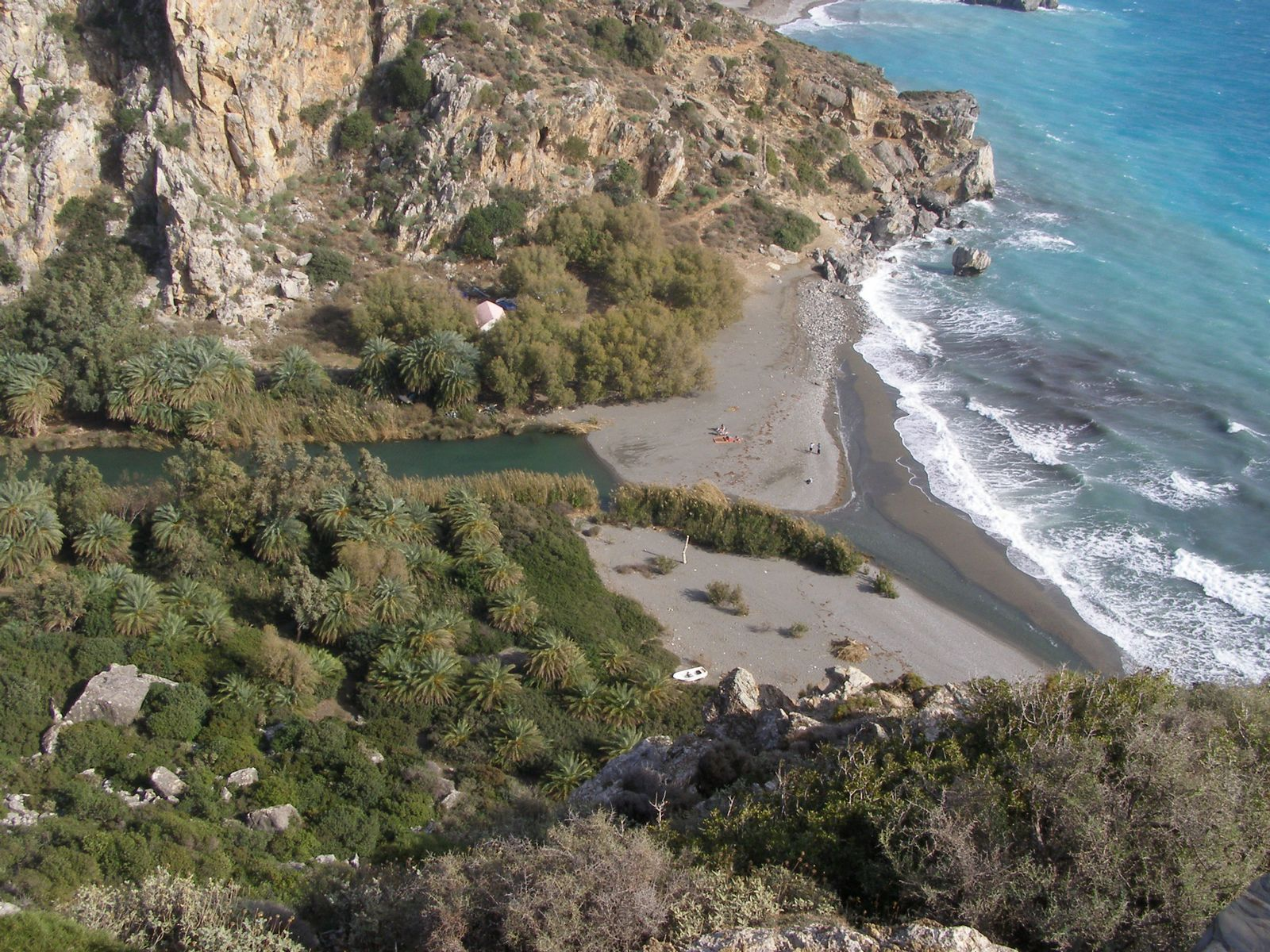
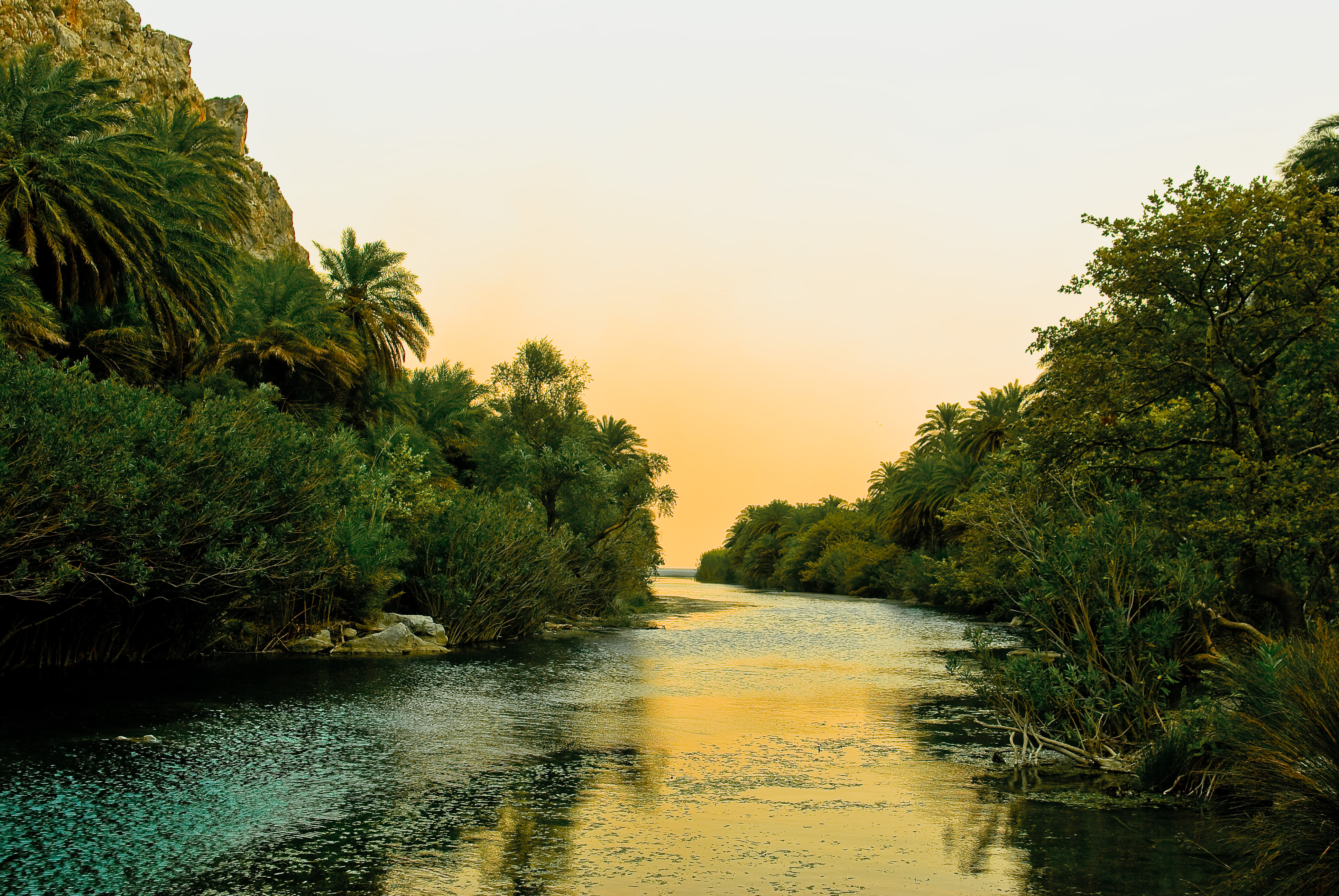
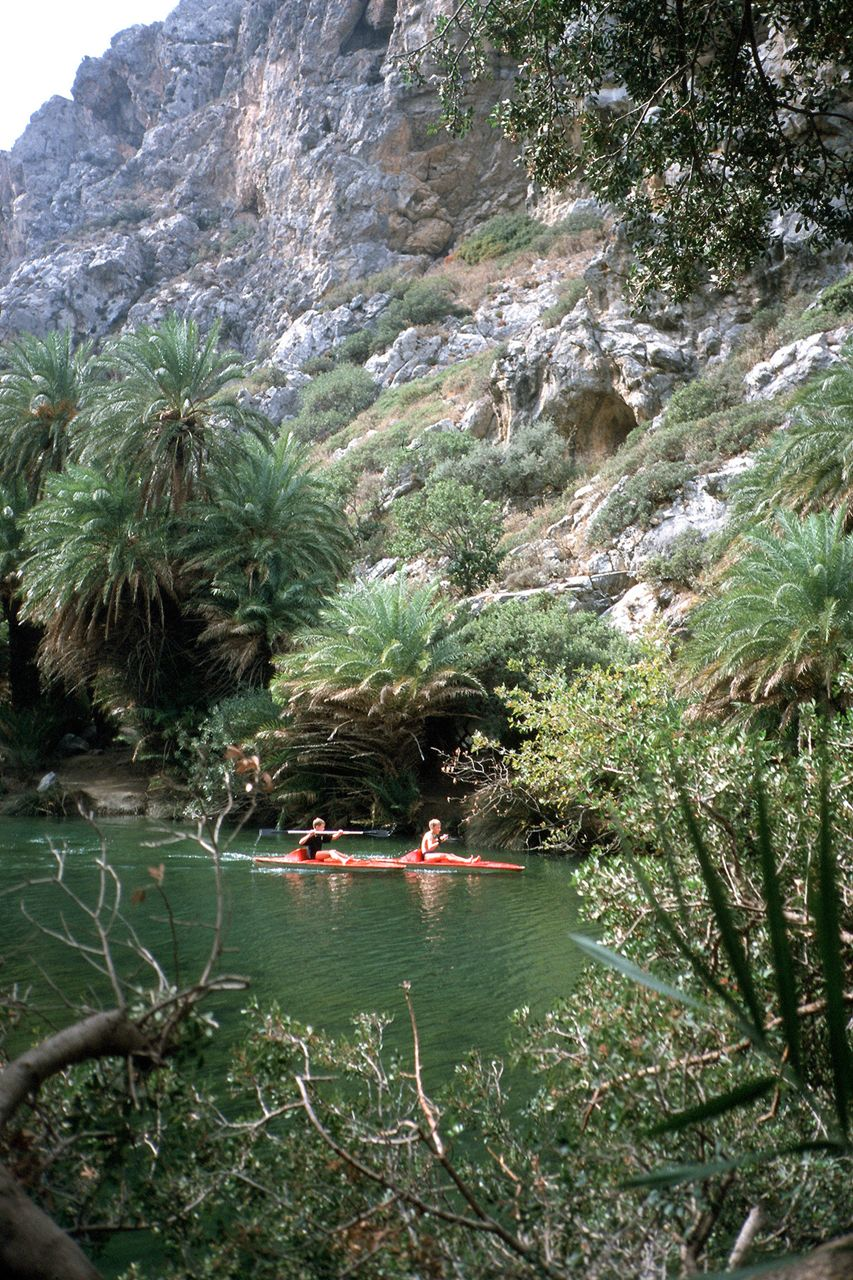
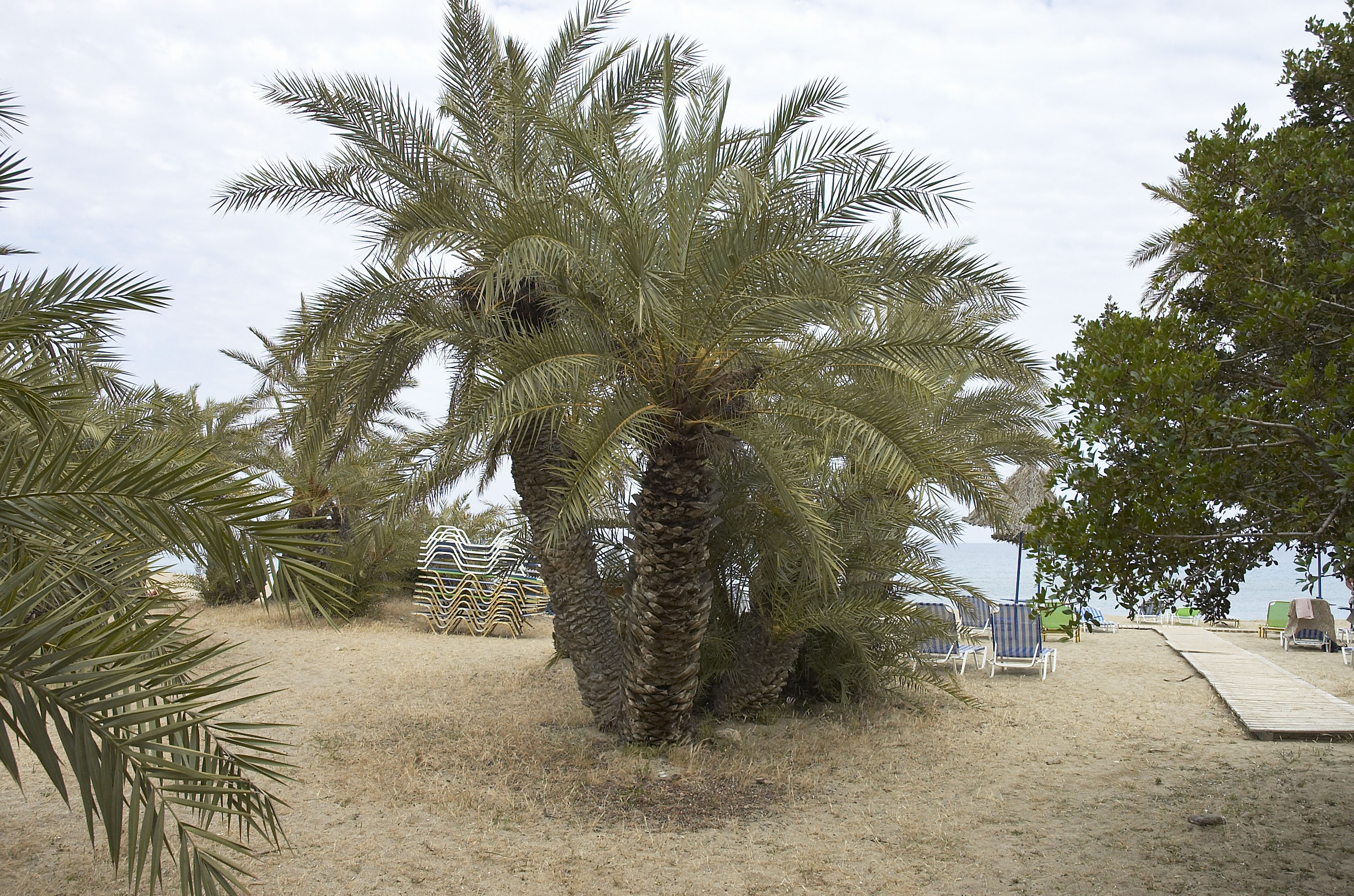